# 德米特罗·奇格林斯基
德米特罗·阿纳托利耶维奇·奇格林斯基（烏克蘭語：Дмитро Анатолійович Чигринський；1986年11月7日—），烏克蘭足球運動員，司職後衛，目前效力頓內次克礦工。
2009-10賽季他曾短暫效力與西甲豪門巴塞隆拿，加盟費達到2500萬歐元，但是表現不佳被1500萬賣回了原俱樂部頓內次克礦工。